# Andranik Galystian
Andranik Galystian (orm. Անդրանիկ Գալստյան; ur. 10 kwietnia 1990) – ormiański zapaśnik walczący w stylu wolnym. Zajął piąte miejsce na mistrzostwach Europy w 2014. Ósmy na igrzyskach europejskich w 2019. Brązowy medalista igrzysk frankofońskich w 2013. Dziesiąty w Pucharze Świata w 2014 roku.